# Principi d'ordinalitat
El principi d'ordinalitat és un criteri econòmic (incomplert fins avui) inclòs a l'Estatut d'Autonomia de Catalunya del 2006 i que pretén revertir el dèficit fiscal que la Catalunya autonòmica pateix històricament en la cronologia de balances fiscals amb Espanya. Cerca evitar un reordenament del rànquing de rendes de cada autonomia després de l'actuació fiscal centralitzada, malgrat que la seva redacció, considerada sovint ambigua, ha desencadenat des de llavors conflictes polítics pel que fa a la percepció sobre un finançament català realment just.
El seu objectiu inicial —basat en una clàusula dels articles 106 i 107 de la Constitució d'Alemanya sobre la distribució de riquesa entre estats federats (länder)— és aconseguir el precepte filosòfic de justícia distributiva, amb arguments socioeconòmics fonamentats en l'anivellament respecte d'altres comunitats autònomes espanyoles tant en el punt de partida, com després d'aplicar-hi els mecanismes redistributius segons les rendes per capita. És explícitament un mecanisme positiu de solidaritat. A l'article 206.5 de l'Estatut hi queda reflectit com «l'Estat ha de garantir que l'aplicació dels mecanismes d'anivellament no alteri en cap cas la posició de Catalunya en l'ordenació de rendes per capita entre les comunitats autònomes abans de l'anivellament». De fet, aquell apartat rebé recursos d'inconstitucionalitat, però el Tribunal Constitucional d'Espanya hi dictaminà dos cops a favor declarant-lo constitucional i cenyit a dret.
Tanmateix, l'incompliment continuat del principi d'ordinalitat des de l'aprovació de l'Estatut ha estat exposat com un dels motius econòmics principals de la qüestió catalana dels darrers temps i per als partidaris de l'independentisme català. L'esforç contributiu addicional de Catalunya per a compensar aquest desajustament no ha reduït ni les divergències del poder adquisitiu dels catalans, ni les diferències entre el nivell de vida amb altres comunitats autònomes ni tampoc les reticències polítiques cap al finançament català.

## Interpretacions econòmiques
Les interpretacions que es fan del principi d'ordinalitat són diverses i condueixen a una aplicació incorrecta o a no fer-lo efectiu. En la més àmplia, s'observa la renda primària directa per capita i en termes nominals amb la mateixa precisió que es genera en les llars de Catalunya i on queda situada al rànquing autonòmic —és el rànquing inicial. Després, se li apliquen les cotitzacions i impostos directes (imports negatius) i també els ajuts i transferències de caràcter social (imports positius) perquè es pugui analitzar com queda tenint en compte la situació real de poder adquisitiu. I finalment, es pren aquest valor i es torna a situar al rànquing autonòmic. En aquesta darrera reordenació, la posició de Catalunya ha de respectar el rànquing inicial: si és així, es considera que es respecta el principi d'ordinalitat. Aquesta concepció del principi és la més propera als termes de dèficit fiscal.
D'altra banda, hi ha concepcions més restringides de l'ordinalitat i sovint més esteses en la percepció pública. Una n'és la posició al rànquing del finançament autonòmic per capita que rep Catalunya respecte de la renda per capita dels seus habitants. L'altra, compara l'import total econòmic que correspondria a Catalunya si gestionés directament tots els seus ingressos (territorialització) en contraposició amb els que rebria finalment si, a partir d'aquests mateixos ingressos, s'apliquessin tots els mecanismes de redistribució estatals. Aquestes dues interpretacions estan molt més vinculades a la percepció del principi als termes de finançament autonòmic.